# بروس باوم
بروس باوم (بالإنجليزية: Bruce Baum)‏ هو كاتب سيناريو وممثل أمريكي، ولد في 1953.

## وصلات خارجية
- بروس باوم على موقع IMDb (الإنجليزية)
- بروس باوم على موقع ألو سيني (الفرنسية)
- بروس باوم على موقع أول موفي (الإنجليزية)
- بروس باوم على موقع قاعدة بيانات الفيلم (الإنجليزية)
- بروس باوم على موقع كينوبويسك (الروسية)